# تيديان ديا
تيديان ديا (بالفرنسية: Tidiane Dia)‏ (12 أبريل 1985 بداكار في السنغال - ) هو لاعب كرة قدم سنغالي في مركز الهجوم. لعب مع النادي الإفريقي ونادي باريس ونادي باو ونادي فالينسيان وGSI Pontivy ‏.